# Huisseau-en-Beauce
Huisseau-en-Beauce és un municipi francès, situat al departament del Loir i Cher i a la regió de Centre – Vall del Loira. L'any 2007 tenia 407 habitants.

## Demografia

### Població
El 2007 la població de fet de Huisseau-en-Beauce era de 407 persones. Hi havia 161 famílies, de les quals 31 eren unipersonals (22 homes vivint sols i 9 dones vivint soles), 52 parelles sense fills, 69 parelles amb fills i 9 famílies monoparentals amb fills.
La població ha evolucionat segons el següent gràfic:
Habitants censats

### Habitatges
El 2007 hi havia 179 habitatges, 162 eren l'habitatge principal de la família, 10 eren segones residències i 7 estaven desocupats. 176 eren cases i 3 eren apartaments. Dels 162 habitatges principals, 147 estaven ocupats pels seus propietaris, 11 estaven llogats i ocupats pels llogaters i 4 estaven cedits a títol gratuït; 1 tenia una cambra, 9 en tenien dues, 19 en tenien tres, 53 en tenien quatre i 80 en tenien cinc o més. 120 habitatges disposaven pel capbaix d'una plaça de pàrquing. A 57 habitatges hi havia un automòbil i a 92 n'hi havia dos o més.

### Piràmide de població
La piràmide de població per edats i sexe el 2009 era:
| Homes | Edats   | Dones |
| ----- | ------- | ----- |
| 0     | 95 o +  | 0     |
| 0     | 90 a 94 | 0     |
| 0     | 85 a 89 | 0     |
| 4     | 80 a 84 | 8     |
| 0     | 75 a 79 | 4     |
| 0     | 70 a 74 | 8     |
| 12    | 65 a 69 | 8     |
| 8     | 60 a 64 | 16    |
| 20    | 55 a 59 | 12    |
| 8     | 50 a 54 | 4     |
| 12    | 45 a 49 | 8     |
| 20    | 40 a 44 | 24    |
| 0     | 35 a 39 | 4     |
| 8     | 30 a 34 | 8     |
| 8     | 25 a 29 | 12    |
| 12    | 20 a 24 | 8     |
| 8     | 15 a 19 | 8     |
| 8     | 10 a 14 | 16    |
| 4     | 5 a 9   | 4     |
| 0     | 0 a 4   | 8     |

## Economia
El 2007 la població en edat de treballar era de 257 persones, 207 eren actives i 50 eren inactives. De les 207 persones actives 194 estaven ocupades (100 homes i 94 dones) i 13 estaven aturades (5 homes i 8 dones). De les 50 persones inactives 23 estaven jubilades, 18 estaven estudiant i 9 estaven classificades com a «altres inactius».

### Ingressos
El 2009 a Huisseau-en-Beauce hi havia 167 unitats fiscals que integraven 423,5 persones, la mediana anual d'ingressos fiscals per persona era de 18.909 €.

### Activitats econòmiques
Dels 13 establiments que hi havia el 2007, 5 eren d'empreses de construcció, 4 d'empreses de comerç i reparació d'automòbils, 1 d'una empresa de transport, 1 d'una empresa d'hostatgeria i restauració, 1 d'una empresa immobiliària i 1 d'una empresa de serveis.
Dels 7 establiments de servei als particulars que hi havia el 2009, 1 era un paleta, 2 guixaires pintors, 1 fusteria, 1 lampisteria, 1 empresa de construcció i 1 restaurant.
L'any 2000 a Huisseau-en-Beauce hi havia 6 explotacions agrícoles que ocupaven un total de 768 hectàrees.

## Poblacions més properes
El següent diagrama mostra les poblacions més properes.